# Guatemalában történt légi közlekedési balesetek listája
A Guatemalában történt légi közlekedési balesetek listája mind a halálos áldozattal járó, mind pedig a kisebb balesetek, meghibásodások miatt történt, gyakran csak az adott légiforgalmi járművet érintő baleseteket is tartalmazza évenkénti bontásban.

## Guatemalában történt légi közlekedési balesetek

### 2008
- 2008. augusztus 24. Egy Cessna 208 Caravan típusú kis repülőgép zuhant le. A balesetben 10 fő életét vesztette, 4 fő túlélte az esetet.[1]